# Peršaja Liha 2001
La Peršaja Liha 2001 è stata l'11ª edizione della seconda serie del campionato bielorusso di calcio. La stagione è iniziata il 22 aprile 2001 ed è terminata il 4 novembre successivo.

## Stagione

### Novità
Al termine della passata stagione, è salito in massima serie il Maladzečna. Sono retrocesse in Druhaja liha Traktar Minsk, Chimik Svetlahorsk, Veino-Dnjapro e Palesse Kozenki.
Dalla Vyšėjšaja Liha 2000 sono retrocesse Kamunal'nik Slonim e Tarpeda-Kadzina Mahilëŭ. Dalla Druhaja liha sono salite Daryda Minski raën e Akadem-Slavija Minsk.
Prima dell'inizio della stagione, il Luninec si è sciolto. Ciò ha comportato il ripescaggio del Chimik Svetlahorsk (a seguito della rinuncia al ripescaggio del Traktar Minsk, meglio piazzato nella passata stagione).
Le seguenti squadre hanno cambiato denominazione:
- Il Rahačoŭ è diventato Rahačoŭ-DJuSŠ-1
- Lo Svislač-Krovlja è diventato Svislač
- L'Akadem-Slavija Minsk è diventato SKAF Minsk

### Avvenimenti
A una settimana dall'inizio del campionato, lo SKAF Minsk si è ritirato dalla competizioni per motivi economici. Il numero di squadre si è così ridotto a quindici.

### Formula
Le quindici squadre si affrontano due volte, per un totale di ventotto giornate, più due turni di riposo. 
Le prime due classificate, vengono promosse in Vyšėjšaja Liha 2002. L'ultima, invece, retrocede in Druhaja liha.

## Classifica finale
|  | Pos. | Squadra                 | Pt | G  | V  | N | P  | GF | GS | DR  |
|  | ---- | ----------------------- | -- | -- | -- | - | -- | -- | -- | --- |
|  | 1.   | Tarpeda Žodzina         | 66 | 28 | 21 | 3 | 4  | 56 | 13 | +43 |
|  | 2.   | Zorka-VA-BDU Minsk      | 62 | 28 | 19 | 5 | 4  | 74 | 21 | +53 |
|  | 3.   | Daryda Minski raën      | 61 | 28 | 19 | 4 | 5  | 49 | 22 | +27 |
|  | 4.   | Chimik Svetlahorsk      | 57 | 28 | 17 | 6 | 5  | 54 | 24 | +32 |
|  | 5.   | Tarpeda-Kadzina Mahilëŭ | 46 | 28 | 14 | 4 | 10 | 29 | 29 | 0   |
|  | 6.   | Hranit Mikašėvičy       | 44 | 28 | 13 | 5 | 10 | 47 | 26 | +21 |
|  | 7.   | ZLiN Homel'             | 35 | 28 | 9  | 8 | 11 | 35 | 36 | -1  |
|  | 8.   | Keramik Bjaroza         | 34 | 28 | 9  | 7 | 12 | 34 | 39 | -5  |
|  | 9.   | Lida                    | 34 | 28 | 9  | 7 | 12 | 27 | 33 | -6  |
|  | 10.  | Kamunal'nik Slonim      | 32 | 28 | 9  | 5 | 14 | 33 | 42 | -9  |
|  | 11.  | Svislač                 | 31 | 28 | 9  | 4 | 15 | 34 | 59 | -25 |
|  | 12.  | Orša                    | 28 | 28 | 9  | 1 | 18 | 40 | 74 | -34 |
|  | 13.  | Dinamo-Juni Minsk       | 25 | 28 | 6  | 7 | 15 | 19 | 39 | -20 |
|  | 14.  | Nëman Masty             | 19 | 28 | 5  | 4 | 19 | 21 | 57 | -36 |
|  | 15.  | Rahačoŭ-DJuSŠ-1         | 17 | 30 | 3  | 8 | 17 | 27 | 67 | -40 |

Legenda:
      Promossa in Vyšėjšaja Liha 2002.
      Retrocessa nelle Druhaja Liha 2002
Note:
Tre punti a vittoria, uno a pareggio, zero a sconfitta.